# Hugo Bueno
Hugo Bueno López (* 18. září 2002 Vigo) je španělský profesionální fotbalista, který hraje na pozici levého obránce za anglický klub Wolverhampton Wanderers FC.

## Klubová kariéra

### Wolverhampton Wanderers
V roce 2019 se Bueno připojil k akademii anglického prvoligového týmu Wolverhampton Wanderers, původně jako ofensivní záložník se přesunul na pozici levého obránce. Dne 3. července 2020 podepsal svou první profesionální smlouvu s anglickým klubem, a to na tři roky.

#### Sezóna 2022/23
Díky jeho výkonům v létě 2022, kdy byl s A-týmem na soustředění ve Španělsku a Portugalsku, mu trenér Lage umožnil trénovat s prvním týmem.
Bueno debutoval v Premier League 15. října 2022 při vítězství 1:0 nad Nottinghamem Forest, když v 92. minutě nahradil Rayana Aït-Nouriho. O tři dny později se poprvé objevil v základní sestavě v zápase Premier League, v zápase proti Crystal Palace si na své konto připsal asistenci na úvodní branku Adamy Traorého, prohře 1:2 nicméně zabránit nedokázal. I přes konkurenci v podobě Aït-Nouriho a Jonnyho se dokázal prosadit do základní sestavy klubu a za své výkony dostal ocenění pro nejlepšího hráče Wolverhamptonu za měsíc říjen a prodloužil svou smlouvu o čtyři roky.

## Statistiky
| Klub                    | Sezóna  | Liga           | Liga   | Liga | FA Cup | FA Cup | EFL Cup | EFL Cup | Celkem | Celkem |
| Klub                    | Sezóna  | Liga           | Zápasy | Góly | Zápasy | Góly   | Zápasy  | Góly    | Zápasy | Góly   |
| ----------------------- | ------- | -------------- | ------ | ---- | ------ | ------ | ------- | ------- | ------ | ------ |
| Wolverhampton Wanderers | 2022/23 | Premier League | 10     | 0    | 1      | 0      | 1       | 0       | 12     | 0      |
| Celkem                  | Celkem  | Celkem         | 10     | 0    | 1      | 0      | 1       | 0       | 12     | 0      |

## Ocenění

### Individuální
- Nejlepší hráč měsíce Wolverhamptonu Wanderers: říjen 2022[10]